# Plettro

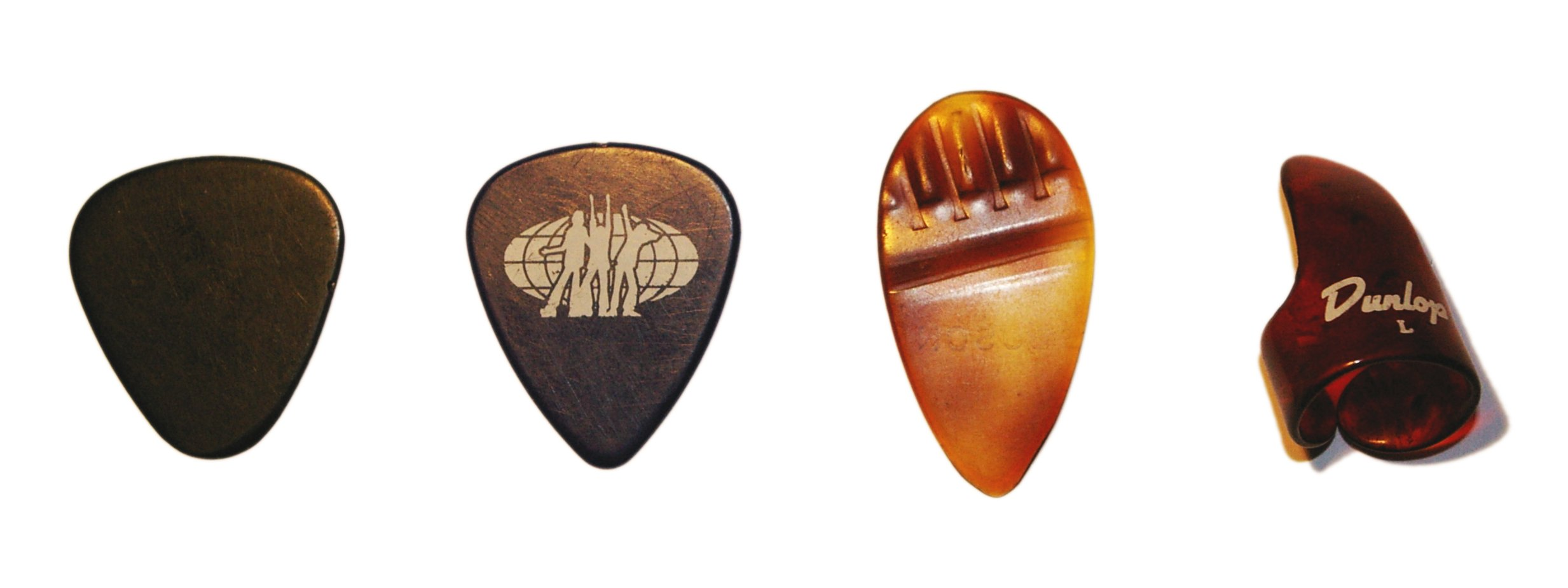
Alcuni plettri comuni e un fingerpick sulla destra

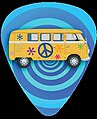
Un plettro con disegno di un Volkswagen T1 in livrea stile Sessantotto.

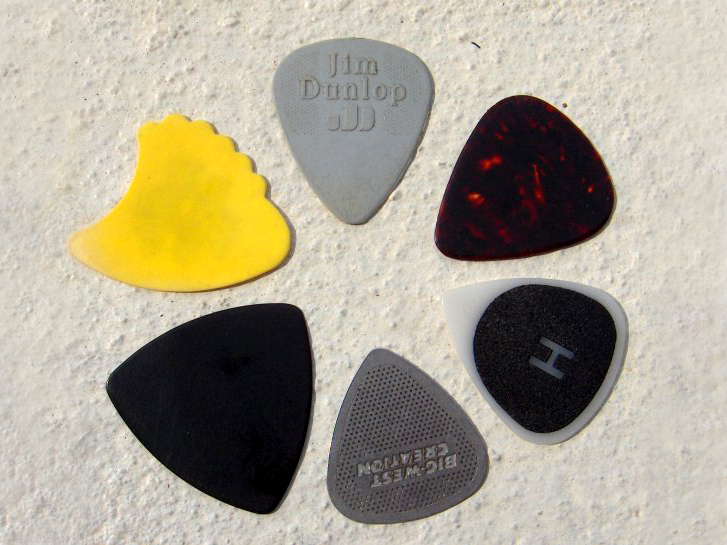
Una serie di plettri di varia forma e spessore. Dal primo in alto in senso orario: un plettro standard di nylon Jim Dunlop; un plettro con imitazione di guscio di tartaruga; un plettro di plastica con rivestimento antiscivolo (zona nera); un plettro di acciaio; un plettro equilatero (triangolo di Reuleaux); un plettro Jim Dunlop Tortex Shark's Fin (pinna di squalo)

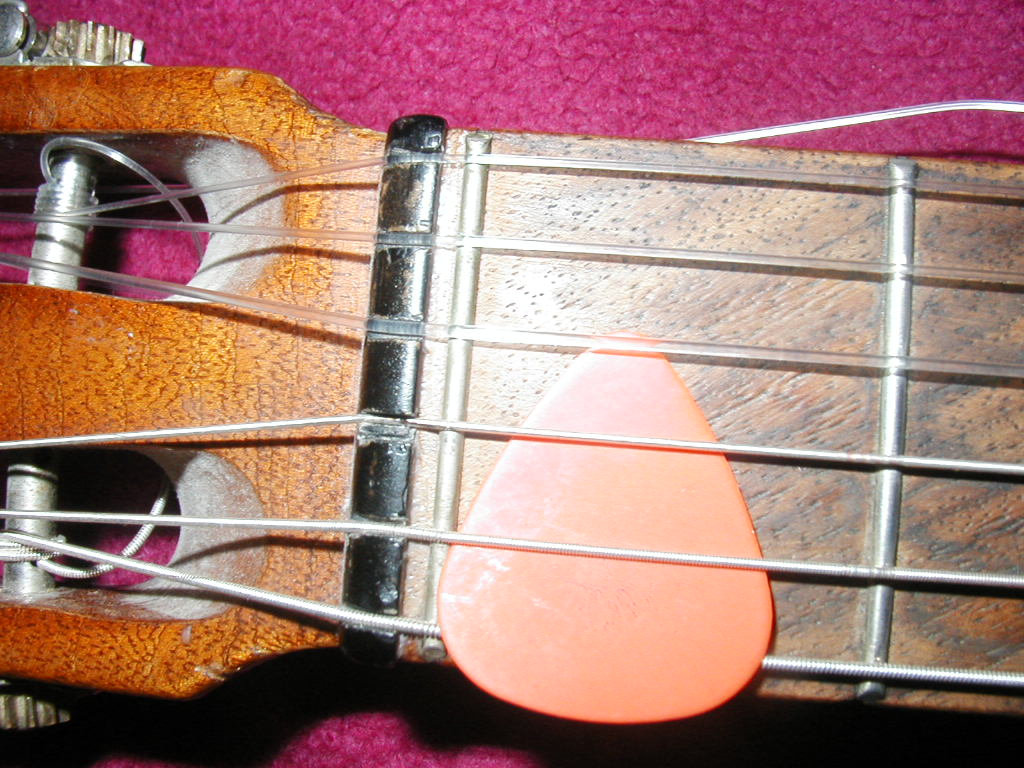
Plettro tra le corde di una chitarra classica

Il plettro (o, meno frequentemente, penna) è un piccolo oggetto utilizzato per sollecitare o pizzicare le corde di uno strumento musicale. Esterno negli strumenti portatili (come chitarre, bassi elettrici e mandolini), viene tenuto fra il pollice e l'indice e utilizzato per sollecitare le corde in senso ascendente e discendente. È invece parte integrante dei clavicembali.

## Tipi di plettro
I plettri possono essere prodotti partendo da svariati materiali: osso, corno, legni durissimi. Quelli che si trovano comunemente in commercio sono fatti di celluloide (a buon mercato ma facilmente usurabile nonché infiammabile) e da diversi altri materiali sintetici d'avanguardia, come ad esempio il Delrin (POM-C), oppure il Nylon, entrambi materiali plastici con differenti caratteristiche a livello di timbro e attacco del suono sulle corde. Anticamente i plettri erano ricavati dal carapace di tartaruga.
Solitamente ha la forma di un triangolo isoscele con gli angoli arrotondati; l'angolo più acuto è quello comunemente usato per pizzicare le corde. Viene stretto tra il pollice e l'indice della mano atta a suonare. In alcuni strumenti come il clavicembalo l'azione del plettro è comandata da un sistema di leve collegate ad un tasto (così come i martelletti nel pianoforte).
Il plettro può avere vari spessori (nell'ordine dei millimetri) e forme (triangoli più o meno arrotondati, ma anche circolare).
A seconda del materiale di cui è costituito e della sua durezza, permette di ottenere timbriche differenti:
- I plettri morbidi (o "thin") pizzicano la corda con un attacco poco deciso, producendo un suono morbido e solitamente più adatto alla parte ritmica dell'arrangiamento, e agli arpeggi.
- I plettri duri (o heavy) permettono un attacco vigoroso e l'emissione di un suono presente ed aggressivo, ben più adatti soprattutto a eseguire assoli particolarmente veloci, o riff più complicati. I plettri duri vanno usati maggiormente in ambito rock e metal. John Petrucci, ad esempio, chitarrista dei Dream Theater, utilizza plettri dunlop jazz III, dello spessore di 1,38 mm.

Un tipo alternativo di plettro è il fingerpick, che si aggancia direttamente sulle dita, molto usato nel bluegrass. Quello agganciato al pollice, che prende il nome di thumbpick, tramite una sorta di anello, permette di utilizzare contemporaneamente le dita, fornendo una varietà timbrica maggiore.

## I plettri "celebri"
Nel caso della chitarra elettrica e dei chitarristi il plettro è spesso parte importante della creazione di una propria "sonorità" (sound) riconoscibile.
Celebri sono il plettro del chitarrista messicano Carlos Santana (un grande triangolo equilatero coi lati di almeno due centimetri impugnato con tutte le dita della mano), il plettro di Stevie Ray Vaughan (dello spessore di un millimetro, 1.0) e il plettro di Brian May (una moneta da sei pence utilizzata dal lato zigrinato per ottenere un attacco molto presente e stridulo). Il plettro di Django Reinhardt di grosso spessore di circa 3mm di forma simile al cuore. 

## Filmografia
- Tenacious D e il destino del rock